# Myscelia skinneri
Myscelia skinneri är en fjärilsart som beskrevs av Mengel 1894. Myscelia skinneri ingår i släktet Myscelia och familjen praktfjärilar. Inga underarter finns listade i Catalogue of Life.